# Городские истории
«Городские истории» (англ. Tales of the City) — серия из девяти романов, написанных американским писателем Армистедом Мопином, и выходивших с 1978 по 2014 год.

## Сюжет
Отдыхая в Сан-Франциско, Мэри Энн Синглтон — молодая девушка из Кливленда, Огайо — импульсивно решает остаться в городе. Она поселяется на улице Барбари Лейн, где заводит дружбу с остальными жильцами дома.

## Книги
1. Tales of the City (1978)
2. More Tales of the City (1980)
3. Further Tales of the City (1982)
4. Babycakes (1984)
5. Significant Others (1987)
6. Sure of You (1989)
7. Michael Tolliver Lives (2007)
8. Mary Ann in Autumn (2010)
9. The Days of Anna Madrigal (2014)

## Экранизации
- «Городские истории[англ.]» — мини-сериал 1993 года
  - «Больше городских историй[англ.]» — мини-сериал 1998 года
  - «Дальнейшие городские истории[англ.]» — мини-сериал 2001 года
- «Городские истории[англ.]» — мини-сериал 2019 года